# 宮内庁侍従職

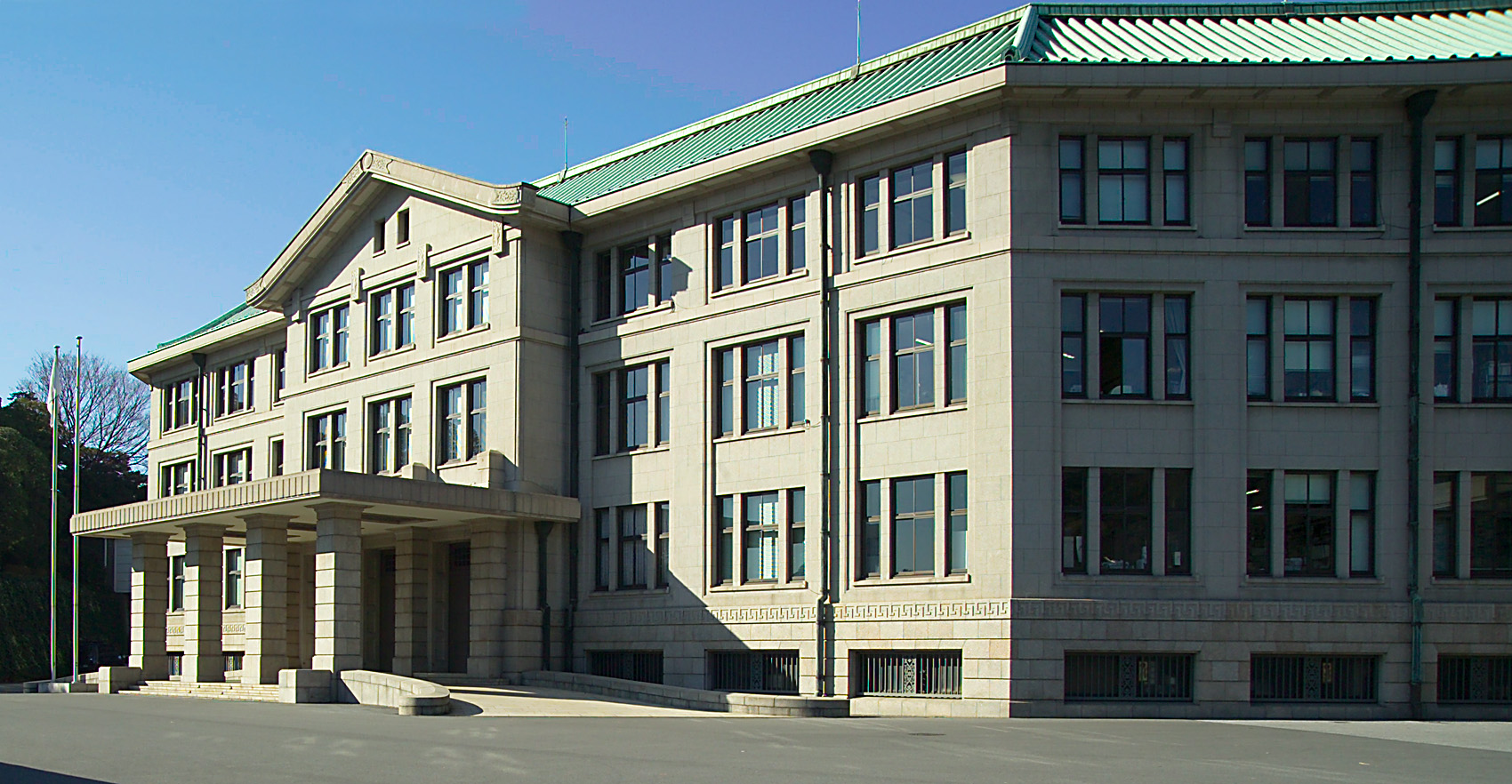
侍従職の事務室がある宮内庁庁舎（東京都千代田区千代田）

侍従職（じじゅうしょく）は、宮内庁の内部部局のひとつ。天皇と皇后、またその未婚の皇子女である親王・内親王の侍従が属する家政機関。

## 事務
宮内庁法第4条　侍従職においては、左の事務をつかさどる。
一 御璽国璽を保管すること。
二 側近に関すること。
三 内廷にある皇族に関すること。

## 職員
侍従長（じじゅうちょう）
侍従職の長であり、侍従職の事務を掌理する。宮内庁長官、上皇侍従長と同じく特別職の認証官で、その任免は天皇により認証される。給与は指定職8号俸（事務次官級）の宮内庁次長、次長と同等の特別職の上皇侍従長と式部官長より格上の大臣政務官級である。
侍従次長（じじゅうじちょう）
侍従次長は侍従長を補佐し、侍従職の事務を整理する。
侍従（じじゅう）
侍従は側近奉仕のことを分掌する。なお、侍従のうち、宮内庁長官が指定する者は侍従職の庶務をつかさどる「侍従職事務主管」という。
女官長（にょかんちょう）
女官長は皇后の側近奉仕のことを総括し、女官を監督する。
女官（にょかん）
女官は皇后の側近奉仕のことを分掌し、女官長を補佐する。
侍医長（じいちょう）
侍医長は天皇、皇后及び皇子女に関する医事を総括する。
侍医（じい）
侍医は天皇、皇后及び皇子女に関する医事を分掌する。
大膳課厨房第一係（だいぜんかちゅうぼうだいいちがかり）
天皇、皇后及び皇子女の和食についての供進、調理に関することをつかさどる。宮内庁管理部大膳課から配属される。
内舎人（うどねり）
天皇、皇后及び皇子女の身の回りの世話をする。
仕人（つこうど）
天皇、皇后及び皇子女の身の回りの世話をする。

## 歴代侍従長
| 氏名       | 在任期間                                                           | 備考                                                              |
| ---------- | ------------------------------------------------------------------ | ----------------------------------------------------------------- |
| 徳大寺実則 | 1871年（明治4年）8月4日（旧暦6月18日） - 1877年（明治10年）8月29日 |                                                                   |
| 河瀬真孝   | 1871年9月20日（旧暦8月6日） - 1873年（明治6年）9月30日             |                                                                   |
| 東久世通禧 | 1871年10月15日（旧暦9月2日） - 1877年8月29日                       |                                                                   |
| 山口正定   | 1878年（明治11年）12月24日 - 1884年（明治17年）3月22日             |                                                                   |
| 米田虎雄   | 1878年12月24日 - 1884年3月22日                                     |                                                                   |
| 徳大寺実則 | 1884年3月21日 - 1912年（大正元年）8月13日                          |                                                                   |
| 波多野敬直 | 1912年7月30日 - 8月13日                                            |                                                                   |
| 桂太郎     | 1912年8月13日 - 12月21日                                           |                                                                   |
| 鷹司煕通   | 1912年12月21日 - 1918年（大正7年）5月15日                          |                                                                   |
| 正親町実正 | 1918年5月27日 - 1922年（大正11年）3月22日                          |                                                                   |
| 徳川達孝   | 1922年3月22日 - 1927年（昭和2年）3月3日                            |                                                                   |
| 珍田捨巳   | 1927年3月3日 - 1929年（昭和4年）1月16日                            |                                                                   |
| 鈴木貫太郎 | 1929年1月22日 - 1936年（昭和11年）11月20日                         |                                                                   |
| 百武三郎   | 1936年11月20日 - 1944年（昭和19年）8月29日                         |                                                                   |
| 藤田尚徳   | 1944年8月29日 - 1946年（昭和21年）5月3日                           |                                                                   |
| 大金益次郎 | 1946年5月3日 - 1948年（昭和23年）6月5日（願）                      |                                                                   |
| 三谷隆信   | 1948年（昭和23年）6月5日 - 1965年（昭和40年）3月30日（願）         |                                                                   |
| 稲田周一   | 1965年（昭和40年）3月30日 - 1969年（昭和44年）9月16日（願）        |                                                                   |
| 入江相政   | 1969年（昭和44年）9月16日 - 1985年（昭和60年）9月29日（亡）        |                                                                   |
| 徳川義寛   | 1985年（昭和60年）10月1日 - 1988年（昭和63年）4月13日（願）        |                                                                   |
| 山本悟     | 1988年（昭和63年）4月13日 - 1996年（平成8年）12月12日（願）        |                                                                   |
| 渡邉允     | 1996年（平成8年）12月12日 - 2007年（平成19年）6月15日（願）        |                                                                   |
| 川島裕     | 2007年（平成19年）6月15日 - 2015年（平成27年）5月1日（願）         |                                                                   |
| 河相周夫   | 2015年（平成27年）5月1日 - 2019年（令和元年）5月1日（願）          | 第125代天皇・明仁の退位に伴い、上皇職トップの上皇侍従長に転任。   |
| 小田野展丈 | 2019年（令和元年）5月1日 - 2021年（令和3年）4月1日                 | 前東宮大夫。第126代天皇・徳仁の皇位継承に伴い、東宮大夫から昇格。 |
| 別所浩郎   | 2021年（令和3年）4月1日 -                                          |                                                                   |

## 歴代女官長（昭和以降）
| 氏名                 | 在任期間                                                    | 備考 |
| -------------------- | ----------------------------------------------------------- | --- |
| 島津治子（島津ハル） | 1927年（昭和2年）- 1930年（昭和5年）（願）                  | 男爵島津珍彦の次女。男爵島津長丸の妻。1923年（大正12年）10月から皇太子妃良子女王の東宮女官長。昭和改元に伴い昇格。新興宗教神政龍神会に接近し不敬罪で検挙（島津ハル事件）。 |
| 竹屋志計子           | 1930年（昭和5年）- 1938年（昭和13年）（願）                 | 子爵竹屋光昭の娘。姉・竹屋津根子は貞明皇后の女官長（楊梅典侍）。 |
| 保科武子             | 1938年（昭和13年）- 1967年（昭和42年）3月22日（願）         | 北白川宮能久親王第三王女。子爵保科正昭の妻。 |
| 小川梅子             | 1967年（昭和42年）3月22日 - 1969年                          | 女官長事務代理（上席女官） |
| 北白川祥子           | 1969年（昭和44年）5月20日 - 1989年（平成元年）1月11日       | 男爵徳川義恕次女。北白川宮永久王妃。平成改元に伴い皇太后宮女官長（2001年（平成13年）6月30日まで）                                                                          |
| 松村淑子             | 1989年（平成元年）1月11日 - 1990年（平成2年）4月17日（願）  | 男爵島津忠弘次女。経済企画庁事務次官松村敬一の妻。1969年（昭和44年）から明仁親王妃美智子（上皇后美智子）の東宮女官長。平成改元に伴い昇格                                   |
| 井上和子             | 1990年（平成2年）4月17日 - 2004年（平成16年）3月31日（願）  | 侯爵木戸幸一三女。井上準之助五男五郎の妻。 |
| 濱本松子             | 2004年（平成16年）3月31日 - 2013年（平成25年）4月1日 （願） | 侯爵木戸幸一長男孝澄の長女。内閣情報調査室次長濱本康也の妻。 |
| 伊東典子             | 2013年（平成25年）4月1日 - 2019年（令和元年）5月1日         | 大久保利通の曾孫。令和改元に伴い上皇女官長に異動 |
| 西宮幸子             | 2019年（令和元年）5月1日 -                                  | 津田塾大学卒業。元銀行員。駐中華人民共和国特命全権大使（赴任前に急逝）西宮伸一の妻。令和改元に伴い東宮女官長から昇格                                                       |

## 歴代女官（明治以降）
| 氏名         | 在任期間                                              | 備考 |
| ------------ | ----------------------------------------------------- | ---- |
| 四辻清子     | 1872年（明治5年）4月24日 - 1902年（明治35年）1月10日  |      |
| 樹下範子     | 1872年（明治5年）4月24日 - ?                          |      |
| 葉室光子     | 1872年（明治5年）4月24日 - 1873年（明治6年）9月22日   |      |
| 橋本夏子     | 1872年（明治5年）4月24日 - 1873年（明治6年）11月14日  |      |
| 植松務子     | 1872年（明治5年）4月24日 - 1899年（明治32年）5月19日  |      |
| 唐橋貞子     | 1872年（明治5年）4月24日 - 1924年（大正13年）11月13日 |      |
| 壬生広子     | 1872年（明治5年）4月24日 - 1919年（大正8年）1月3日    |      |
| 鳥居大路應子 | 1872年（明治5年）4月24日 - 1917年（大正6年）1月18日   |      |
| 三上文子     | 1872年（明治5年）4月24日 - 1909年（明治42年）2月4日   |      |
| 高倉忠子     | 1872年（明治5年）4月24日 - 1930年（昭和5年）1月27日   |      |
| 藤岡ヤス     | 1872年（明治5年）4月24日 - 1898年（明治31年）         |      |
| 西野亀子     | 1872年（明治5年）4月24日 - 1899年（明治32年）3月10日  |      |
| 清水谷秋子   | 1872年（明治5年）4月24日 - ?                          |      |
| 千種任子     | 1872年（明治5年）4月24日 - 1944年（昭和19年）2月      |      |
| 慈光寺演子   | 1872年（明治5年）4月24日 - ?                          |      |
| 西西子       | 1872年（明治5年）4月24日 - 1937年（昭和12年）2月2日   |      |
| 堀川武子     | 1872年（明治5年）4月24日 - 1907年（明治40年）1月29日  |      |
| 山岡淑子     | 1977年 - 1877年8月29日                                |      |
| 伊地知幹子   | 1977年 - 1979年1月16日                                |      |
| 津軽理喜子   | 1878年12月24日 - 1884年3月22日                        |      |
| 油小路裳子   | 1977年 - 1877年8月29日                                |      |
| 北村民枝     | 1977年 - 1979年1月16日                                |      |
| 万里小路そで | 1878年12月24日 - 1884年3月22日                        |      |
| 今城誼子     | 1953年4月10日 - 1977年8月29日                         |      |
| 福永泰子     | 1971年 - 1989年                                       |      |
| 小野慰子     | 1977年 - 1877年8月29日                                |      |
| 原田リツ     | 1977年 - 1979年1月16日                                |      |
| 市村菊重     | 1878年12月24日 - 1884年3月22日                        |      |
| 久保喜美子   | 1884年3月21日 - 1912年（大正元年）8月13日             |      |
| 田村和子     | 1979年1月16日 - 8月13日                               |      |
| 飯島蘭子     | 2008年1月1日 - 3月31日                                |      |
| 津島南枝     | 2023年5月1日 -                                        |      |

## 歴代侍医長
| 氏名       | 在任期間                                                    | 備考 |
| ---------- | ----------------------------------------------------------- | --- |
| 塚原伊勢松 | 1955年（昭和30年）9月16日 - 1959年（昭和34年）5月1日（願）  | 皇室医務主管併任                                                                                           |
| 村山浩一   | 1959年（昭和34年）5月1日 - 1966年（昭和41年）2月18日（願）  | 本務・皇室医務主管兼侍医長兼宮内庁病院長                                                                   |
| 西野重孝   | 1966年（昭和41年）2月18日 - 1983年（昭和58年）10月1日（願） | 本務・皇室医務主管                                                                                         |
| 星川光正   | 1983年（昭和58年）10月1日 - 1987年（昭和62年）6月1日（※）   | 本務・皇室医務主管 1987年（昭和62年）6月1日免兼官、退職                                                    |
| 高木顯     | 1987年（昭和62年）6月1日 - 1988年（昭和63年）4月12日        | |
| 高木顯     | 1988年（昭和63年）4月12日 - 1989年（平成元年）6月20日（※）  | 皇室医務主管兼侍医長 1989年（平成元年）1月11日皇太后宮侍医長兼任 1989年（平成元年）6月20日侍医長のみ免兼官 |
| 池永達雄   | 1989年（平成元年）6月20日 - 1991年（平成3年）4月1日         | |
| 池永達雄   | 1991年（平成3年）4月1日 - 1999年（平成11年）4月1日（願）    | 皇室医務主管兼侍医長                                                                                       |
| 森憲二     | 1999年（平成11年）4月1日 - 2001年（平成13年）4月1日（願）   | |
| 中村雄二   | 2001年（平成13年）4月1日 - 2004年（平成16年）4月1日（願）   | |
| 大城秀巳   | 2004年（平成16年）4月1日 - 2009年（平成21年）12月1日（願）  | |
| 市倉隆     | 2009年（平成21年）12月1日 - 2019年（令和元年）5月1日        | 皇位継承に伴い上皇侍医長に異動                                                                             |
| 井上暁     | 2019年（令和元年）5月1日 -                                  | 皇位継承に伴い東宮侍医長から異動                                                                           |